# Episodi di Flaked (seconda stagione)
La seconda stagione della serie televisiva Flaked, composta da 6 episodi, è stata interamente pubblicata sul servizio di streaming on demand Netflix il 2 giugno 2017 in tutti i paesi in cui è disponibile.
| n° | Titolo originale | Titolo italiano | Pubblicazione USA | Pubblicazione Italia |
| -- | ---------------- | --------------- | ----------------- | -------------------- |
| 1  | Day One          | Giorno uno      | 2 giugno 2017     | 2 giugno 2017        |
| 2  | Day Two          | Giorno due      | 2 giugno 2017     | 2 giugno 2017        |
| 3  | Day Three        | Giorno tre      | 2 giugno 2017     | 2 giugno 2017        |
| 4  | Day Four         | Giorno quattro  | 2 giugno 2017     | 2 giugno 2017        |
| 5  | Day Five         | Giorno cinque   | 2 giugno 2017     | 2 giugno 2017        |
| 6  | Day Six          | Giorno sei      | 2 giugno 2017     | 2 giugno 2017        |